# Schiedea pubescens
Schiedea pubescens är en nejlikväxtart som beskrevs av Wilhelm B. Hillebrand.
Schiedea pubescens ingår i släktet Schiedea och familjen nejlikväxter. Inga underarter finns listade i Catalogue of Life.